# Walls, Mississippi
Walls là một thành phố thuộc quận DeSoto, tiểu bang Mississippi, Hoa Kỳ. Năm 2010, dân số của thành phố này là 1 162 người.

## Dân số
- Dân số năm 2000: 476 người.
- Dân số năm 2010: 1 162 người.